# Valtotópi (ort i Grekland, Nomós Serrón)
Valtotópi (Valtotopi) är en ort i Grekland.   Den ligger i prefekturen Nomós Serrón och regionen Mellersta Makedonien, i den nordöstra delen av landet, 300 km norr om huvudstaden Aten. Valtotópi ligger 9 meter över havet och antalet invånare är 846.
Terrängen runt Valtotópi är platt. Runt Valtotópi är det ganska glesbefolkat, med 23 invånare per kvadratkilometer. Närmaste större samhälle är Serrai, 10,9 km norr om Valtotópi. Trakten runt Valtotópi består till största delen av jordbruksmark.